# Кизилсу (притока Вахшу)
Кизилсу (на території Киргизстану — Кизил-Суу; у перекладі з киргизької «червона вода») — гірська річка в Киргизстані та Таджикистані. Довжина — 235 км, площа водозбірного басейну — 8380 км. Середня витрата води за 86 км від гирла — 40,6 м³/сек.
Виток знаходиться на схилах Заалайського хребта. Річка протікає Алайською долиною. До впадання річки Айляма називається Карасу. Зливаючись із річкою Муксу утворює річку Сурхоб. Висота гирла — 1834 м над рівнем моря.
На берегах Кизилсу знаходиться ряд поселень, від витоку до гирла: Сари-Таш, Сари-Могол, Кизил-Дон, Кара-Суу, Дараут-Курган, Джар-Баші, Ачікалма, Алга, Оксой, Кашат, Карасою, Домбрачі.